# Hexatoma jurata
Hexatoma jurata är en tvåvingeart som beskrevs av Alexander 1936. Hexatoma jurata ingår i släktet Hexatoma och familjen småharkrankar. Inga underarter finns listade i Catalogue of Life.